# Shari Kain
Shari Kain (17 de noviembre de 1962) es una deportista estadounidense que compitió en triatlón. Ganó tres medallas en el Campeonato Mundial de Xterra Triatlón entre los años 1996 y 2002.

## Palmarés internacional
| Campeonato Mundial | Campeonato Mundial    | Campeonato Mundial | Campeonato Mundial |
| Año                | Lugar                 | Medalla            | Prueba             |
| ------------------ | --------------------- | ------------------ | ------------------ |
| 1996               | Maui (Estados Unidos) | Medalla de plata   | Individual         |
| 1999               | Maui (Estados Unidos) | Medalla de oro     | Individual         |
| 2002               | Maui (Estados Unidos) | Medalla de bronce  | Individual         |